# Ocotea mandioccana
Ocotea mandioccana är en lagerväxtart som beskrevs av A.Quinet. Ocotea mandioccana ingår i släktet Ocotea och familjen lagerväxter. Inga underarter finns listade i Catalogue of Life.